# 包伟
包伟，浙江青田人，是一位民国时期的政治人物。包伟曾于1919年9月21日接替刘荫榛出任了福建省莆田县县知事一职，同年卸任，具体时间不详。